# Ametroides zanzibaricus
Ametroides zanzibaricus är en insektsart som först beskrevs av Sjöstedt 1909.  Ametroides zanzibaricus ingår i släktet Ametroides och familjen Gryllacrididae. Inga underarter finns listade i Catalogue of Life.